# Zbiersk-Kolonia
Zbiersk-Kolonia – wieś w Polsce położona w województwie wielkopolskim, w powiecie kaliskim, w gminie Stawiszyn.
W latach 1975–1998 miejscowość administracyjnie należała do województwa kaliskiego.
Na terenie wsi znajduje się Sala Królestwa zboru Świadków Jehowy, a także pozostałości cmentarza ewangelickiego z licznymi nagrobkami.